# ستمرخو
ستمرخو هي قرية سوريا تقع في شمال غرب سوريا، وهي جزء من محافظة اللاذقية، وتقع شمال اللاذقية. تشمل المناطق القريبة كرسانا ومشيرفة الساموك إلى الشمال وبرج القصب والقنجرة إلى الغرب. وفقا للمكتب المركزي السوري للإحصاء، بلغ عدد سكان القرية 2341 نسمة في تعداد عام 2004. سكانها هم في الغالب من العلويين.